# ジョーン・フォンテイン
ジョーン・フォンテイン（Joan Fontaine, 1917年10月22日 - 2013年12月15日）は、アメリカの女優。本名ジョーン・デ・ボーヴォア・デ・ハヴィランド（Joan de Beauvoir de Havilland）。イギリス人の両親の間に日本で生まれ、1919年に姉であるオリヴィア・デ・ハヴィランドとともに、アメリカのカリフォルニア州に移住した。フォンテインは1935年に舞台で女優としてのキャリアを始め、同年にアメリカの映画会社RKOと契約を結んだ。
フォンテインは1940年に、アルフレッド・ヒッチコック監督作品『レベッカ』でアカデミー主演女優賞にノミネートされ、翌1941年に同じくヒッチコック監督作品の『断崖』でアカデミー主演女優賞を受賞した。フォンテインはヒッチコックの監督作品でアカデミー賞を獲得した、ただ一人の俳優となっている。また、姉のデ・ハヴィランドも『遥かなる我が子』（1946年）と『女相続人』（1949年）でアカデミー主演女優賞を受賞しており、フォンテインとデ・ハヴィランドは2013年現在で唯一の主演賞を獲得した兄弟姉妹である。フォンテインは1940年代から1990年代にかけて、舞台、ラジオ、テレビ、そして映画で女優活動を続け、1978年には自伝『No Bed of Roses』を出版した。50年以上にわたって女優活動を続けていたフォンテインが最後に映像作品に出演したのは1994年のことだった。
フォンテインはカリフォルニア州カーメル・バイ・ザ・シーの邸宅ヴィッラ・フォンタナで暮らし、2013年12月15日にこの邸宅で96年の生涯を閉じた。
デ・ハヴィランド・エアクラフト社を創設した、ジェフリー・デ・ハヴィランド(父)はいとこである。

## 幼少期
ジョーン・デ・ハヴィランドはイギリス人の両親の間に、1917年に東京（現在の東京都港区）で生まれた。
父親のウォルター・オーガスタス・デ・ハヴィランド（1872年8月31日 - 1968年5月23日）は、ケンブリッジ大学を卒業後の1893年に兄を頼って来日。函館や神戸の日本聖公会の教会で英語・サッカー・クリケットを日本人の少年たちに教えた後に、1898年から数年間は金沢の旧制四高で教えた。1904年から1906年の間、東京高師（現在の筑波大）で英語教師の傍らサッカーの指導者として東京高師蹴球部（現在の筑波大蹴球部）を指導した。彼はスポーツマンでサッカーが得意であったため、日本サッカーを広めた功績もあり、函館や金沢では日本サッカーの父と呼ばれ評価されている。その後は早稲田大法科教授に転身し、当時の同僚だった人物の妹リリアンを紹介されて結婚した。
そしてフォンテインが生まれたときには特許専門の弁理士事務所を開業していた。なお、昔からアメリカや日本の映画雑誌では一貫して、ジョーンの父は東京大学の教授に招聘されて来日と書かれているが、ケンブリッジ大学を卒業してすぐに来日しているので、それは事実ではない。
母親のリリアン・オーガスタ（1886年6月11日 - 1975年2月20日）は、夫ウォルターと来日する前にはイギリスの舞台女優だった。リリアンは、娘たちが1940年代に女優として大成功を収めた後に「リリアン・フォンテイン」という芸名で、再び舞台女優に復帰してジョーンの主演映画『Ivy』（1947年）『二重結婚者』（1953年）にも出演した。
ジョーンの両親は1914年に結婚したが、ウォルターが日本では芸者遊びにうつつを抜かす浮気がちな男性だったために、2人の結婚生活は必ずしも幸福とはいえなかった。1919年2月に、母リリアンは病弱だった娘たちには東京の気候があっていないのではないかと考え、ウォルターを説得して一家はイギリスへと戻ることを決めた。
イギリスへ戻る途中にオリヴィアが気管支炎となり、高熱で倒れたために一家はカリフォルニアにしばらく滞在している。その後フォンテインも肺炎に罹患したために、リリアンは2人の娘とカリフォルニアに残る決断をし、サンフランシスコから50マイルほど離れたサラトガに移り住んだ。しかしながら父ウォルターは家族を見捨てて、のちに再婚することとなる日本人家政婦マツクラ・ユキと共に日本へ戻っていった。
フォンテインの両親はその後別居生活となったが、2人が正式に離婚したのは1925年2月になってからだった。同年に母のリリアンはジョージ・ミラン・フォンテインと再婚し、彼が死去するまで添い遂げた。一方、父のウォルターはマツクラ・ユキとは1927年に再婚したが1958年に死別し、別の女性と2年後に再婚した。
フォンテインはロス・ガトス高校 (en:Los Gatos High School) に通いだし、まもなく姉のオリヴィアとともに発声法のレッスンを受けるようになった。フォンテインは16歳のときに、父ウォルターと暮らすために日本へと戻り、東京の聖心インターナショナルスクールに入学し、1935年に卒業した。東京生まれで、一時期東京で育ったことから、戦後の日本の映画雑誌では"江戸っ子女優"と紹介されることもあった。

## 女優としてのキャリア

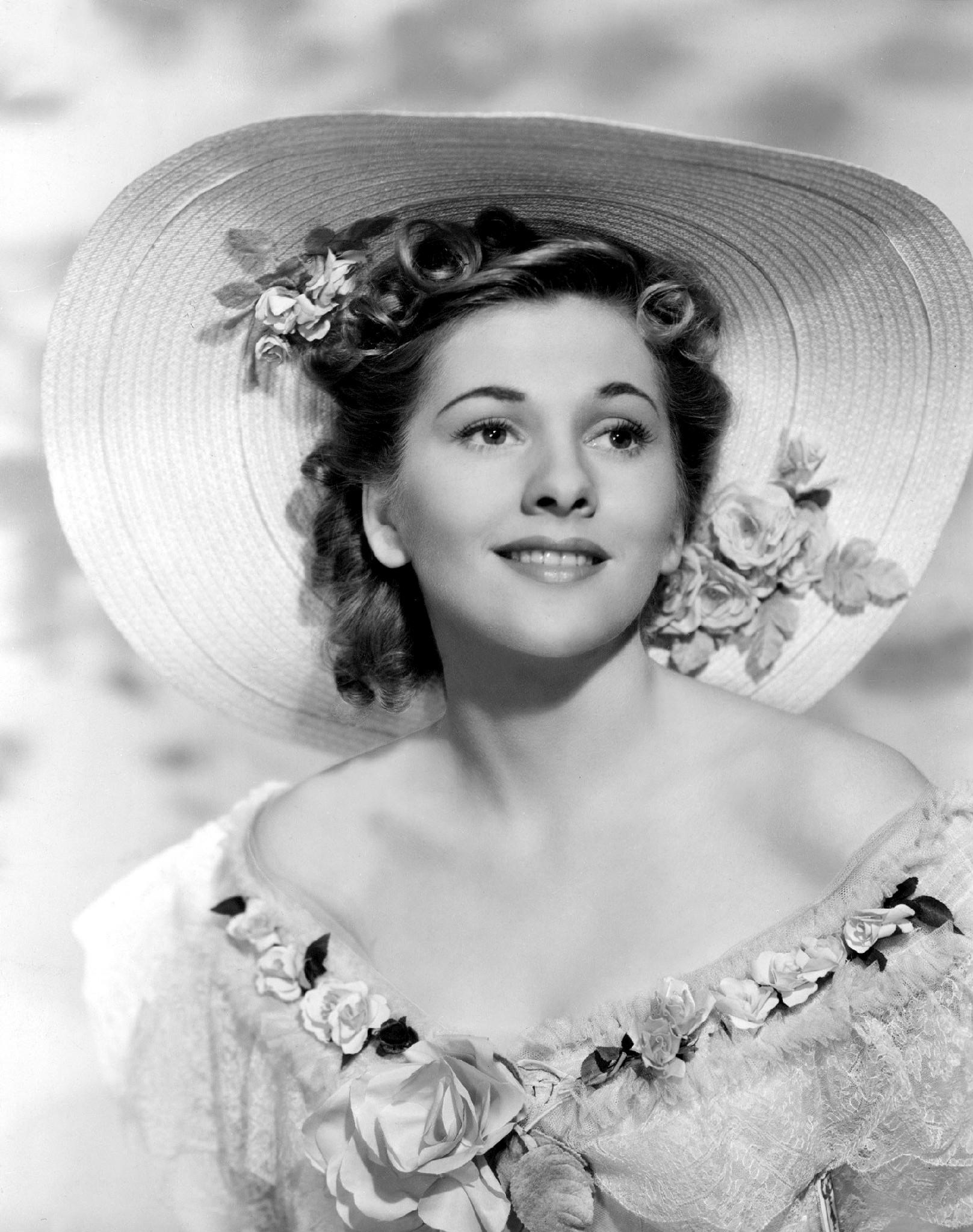
『レベッカ』（1940年）の宣材写真。

フォンテインが女優としてデビューしたのはドディー・スミスが書いた戯曲で、1935年に上演された『Call It a Day』である。フォンテインはこの作品に出演後すぐに映画製作会社のRKOと出演契約を交わしている。映画での初出演となったのは1935年の『男子牽制』の端役で、このときのフォンテインはジョーン・バーフィールドという名前でクレジットされていた。
当時フォンテインが契約していたRKOはキャサリン・ヘプバーンに力を入れており、フォンテインには『A Million to One』（1937年）や『偽装の女』（1937年）といった作品の端役しか回ってこなかった。それでもRKOはフォンテインを将来見込みのある女優だと考え、『The Man Who Found Himself』のヒロインに抜擢し、「RKOの新たな女優」であるとエンドクレジットで紹介している。フォンテインが次に主役級を演じたのは、それまでジンジャー・ロジャースとの共演で成功を収めていたフレッド・アステアが、ロジャースと離れてRKOの作品に最初に出演した『踊る騎士 (A Damsel in Distress)』（1937年）だった。しかしながらこの作品は観客からは不評で、興行的にも失敗作となってしまった。その後のフォンテインは『ザ・ウィメン』など12本の作品で端役を演じ続けたが、大きな注目を集めることもなく、RKOとの契約は更新されることなく1939年に終了した。
不遇をかこっていたフォンテインの運命は、とある晩餐会でハリウッドの大物プロデューサーであるデヴィッド・O・セルズニックと隣席になったことで一変することとなる。フォンテインとセルズニックはこのとき、イギリスの小説家ダフネ・デュ・モーリアの作品『レベッカ』について語り合った。そしてセルズニックは、フォンテインにこの作品の映画版のヒロイン「わたし」役のオーディションを受けてみないかと薦めている。6カ月間にわたって数百人の女優が受けた過酷なオーディションに勝ち残り、『レベッカ』のヒロイン役に決まったのは、フォンテインが22歳の誕生日を迎える直前のことだった。

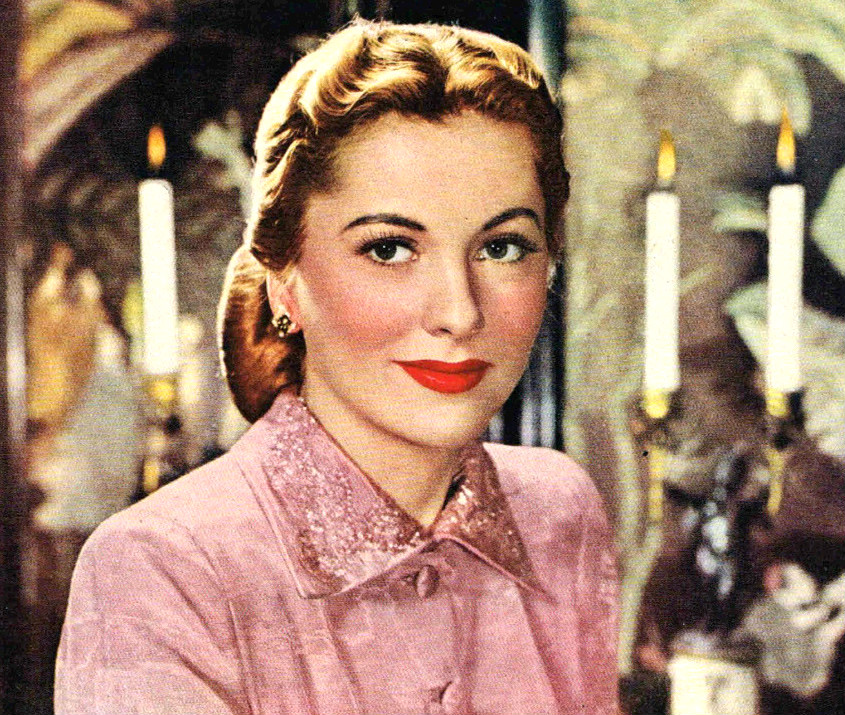
1945年に広告に掲載された写真。

フォンテインとイギリス人俳優ローレンス・オリヴィエとの共演となった『レベッカ』は、イギリス人監督アルフレッド・ヒッチコックが初めて手がけたハリウッド映画でもあった。1940年に公開された『レベッカ』は大評判となり、フォンテインもアカデミー主演女優賞にノミネートされている。このときのアカデミー賞で主演女優賞を獲得したのは、『恋愛手帖』に出演したジンジャー・ロジャースだったが、翌1941年にケーリー・グラントと共演したヒッチコック監督作品『断崖』で、フォンテインはアカデミー主演女優賞を受賞した。ヒッチコックの監督作品が受賞したアカデミー賞の中で、このフォンテインの主演女優賞が唯一俳優に贈られたアカデミー賞となっている。
1940年代のフォンテインは恋愛メロドラマ作品に多く出演した。この時期の評価が高い作品として、3回目のアカデミー主演女優賞にノミネートされた『永遠の処女 (The Constant Nymph)』（1943年）をはじめ、『ジェーン・エア』（1944年）、『Ivy』（1947年）、『忘れじの面影』（1948年）などがある。1950年代になるとフォンテインの映画での人気は徐々に衰えを見せ始め、女優としての活動の場をテレビや舞台へと移すようになっていった。1954年に上演された舞台作品『お茶と同情 (Tea and Sympathy)』で、アンソニー・パーキンスの相手役ローラを演じて高く評価された。また1940年代には、ラジオの長寿番組『en:Lux Radio Theatre』に何度も出演している。

### キャリア後期
フォンテインは1960年代も舞台作品を中心に活動した。『Private Lives』、『Cactus Flower』、そして『冬のライオン』などである。フォンテインが最後に出演した劇場映画作品は『影なき裁き (The Witches)』（1966年）で、この作品でフォンテインは副製作も担当している。1970年代、1980年代でもフォンテインは映像作品やテレビドラマに出演を続け、1980年にはソープオペラの『Ryan's Hope』でエミー賞にノミネートされた。
1978年にフォンテインの自伝『No Bed of Roses』が出版された。1982年には第32回ベルリン国際映画祭の審査委員長を務めている。
フォンテインが出演した最後のテレビ番組は、1994年の『Good King Wenceslas』である。これはフォンテインが芸能界から半ば引退し、カリフォルニア州カーメル・バイ・ザ・シーにあった隠棲先の邸宅でのガーデニングやペットの犬との生活に入ってから久々の作品だった。
フォンテインの映画界への貢献を賞して、ハリウッド・ウォーク・オブ・フェームのヴァイン通り1645には、フォンテインのスター・プレートが設置されている。

## 私生活

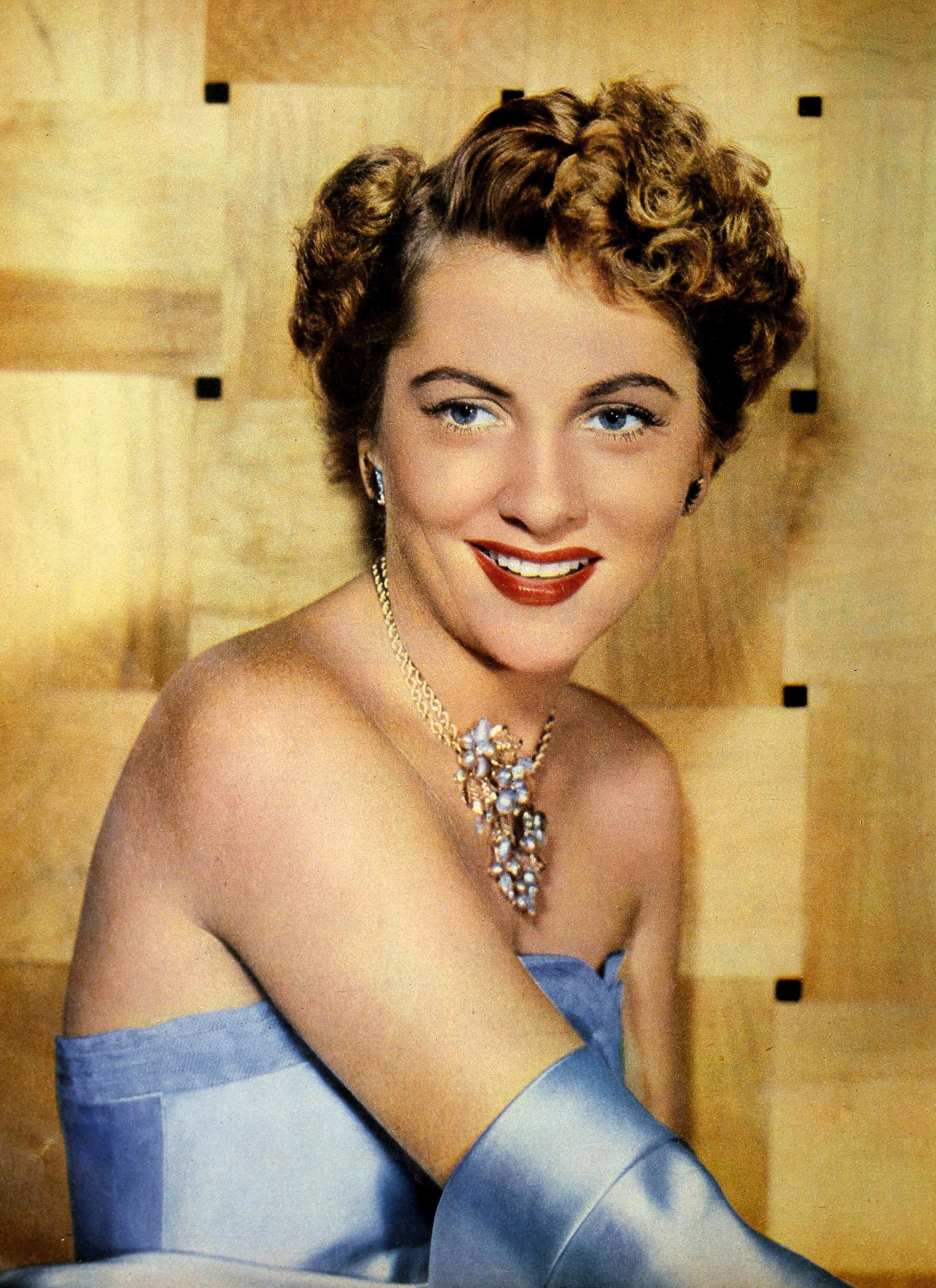
1951年に撮影された写真。

フォンテインは両親の出身国であるイギリス国籍と、1943年4月に取得したアメリカ国籍を持つ二重国籍者だった。

### 日本滞在時代
聖心インターナショナルスクール時代には、横浜に住む同級生エレノア・チャイルド（Eleanor Child）と親友になった。週末にはエレノアの親が所有する葉山のビーチハウスに度々招待されて滞在した。なおエレノアはのちにフランス人の美術商と結婚し、娘のジジ・ペロー（Gigi Perreau）は女優になった。また、ジョーンは在学時代、横浜に住むアル・ニプコウ（Al Nipkow）という同級生のボーイフレンドができた。彼とは日本を離れるときに交際が終了したが、終生の友人となった。そのほかジョセフ・グルー米国大使やアルベール・ド・バッソンピエールベルギー大使らとも交流し、華やかな生活を送った。1962年の再来日時には、ASIJが全面的にバックアップし、かつての同級生たちと歓談したり、同校卒業生のエドウィン・O・ライシャワー米国大使とダンスするなどして帰郷を楽しんだ。
芥川比呂志によれば、大学がある日吉へ東急東横線で中村真一郎や加藤道夫と通学していた時代、オリヴィア、ジョーン姉妹とよく乗り合わせていた。
羽仁五郎によれば、軽井沢の教会で開かれた別荘住民による音楽会でオリヴィア、ジョーン姉妹が歌を披露したことがある。なお軽井沢についてはオリヴィアがのちのインタビューでも言及しており、軽井沢にはデ・ハヴィランド家の別荘があって夏に滞在していた。

### 結婚と子供たち
フォンテインは4回にわたって結婚と離婚を繰り返した。最初の結婚は1939年で、イギリス人俳優のブライアン・エイハーン (en:Brian Aherne) とだったが、1945年4月に離婚している。1946年5月に俳優、プロデューサーのウィリアム・ドジャー (en:William Dozier) とメキシコ・シティで再婚した。二人の間には1948年に娘デボラ・レズリーが生まれたが、1949年には別居生活を送るようになった。翌年フォンテインはドジャーが育児放棄をしたとして離婚調停を申し立てている。そして二人が正式に離婚したのは1951年1月のことだった。
フォンテインは1952年11月12日に、プロデューサー、脚本家のコリアー・ヤングと3度目の結婚をした。しかしながら1960年5月から二人は別居生活を始め、1960年11月にフォンテインが離婚調停を申し入れた。最終的に二人の離婚が成立したのは1961年1月だった。フォンテインの4度目にして最後の結婚相手となったのはアルフレッド・ライトだった。ライトは『スポーツ・イラストレイテッド誌』のゴルフ記事担当編集者で、2人は1964年1月23日に結婚したが、1969年に離婚している。
1951年に開催された映画祭で南米に滞在していたフォンテインは、当時4歳のペルー人少女マルティタと知り合い、養女にならないかと申し入れた。フォンテインとマルティタが出会ったのはインカ帝国の遺構で、マルティタの父親が介護人として働いていた場所だった。マルティタの両親は娘がよりよい生活を送れるようにと、フォンテインがマルティタの法的な後見人になることを承諾した。このときフォンテインはマルティタの両親に、マルティタが16歳になったらペルーへ帰郷させることを約束している。そして、フォンテインのもとに引き取られたマルティタが16歳になったときに、フォンテインはマルティタにペルー行きの往復チケットを買い与えたが、マルティタはペルーに戻ることを拒んで家を飛び出した。この出来事以来、フォンテインとマルティタの間はギクシャクして疎遠になってしまった。フォンテインは1978年に自叙伝を出版して、その宣伝活動中に「私は義理の娘を両親のもとに戻そうとしましたが、彼女はそれを喜びませんでした。私が彼女の両親に約束していたのにも関わらず。私に約束を破らせることになった誰かさんを私は決して許すことはないでしょう」と公言している。

### 姉との確執

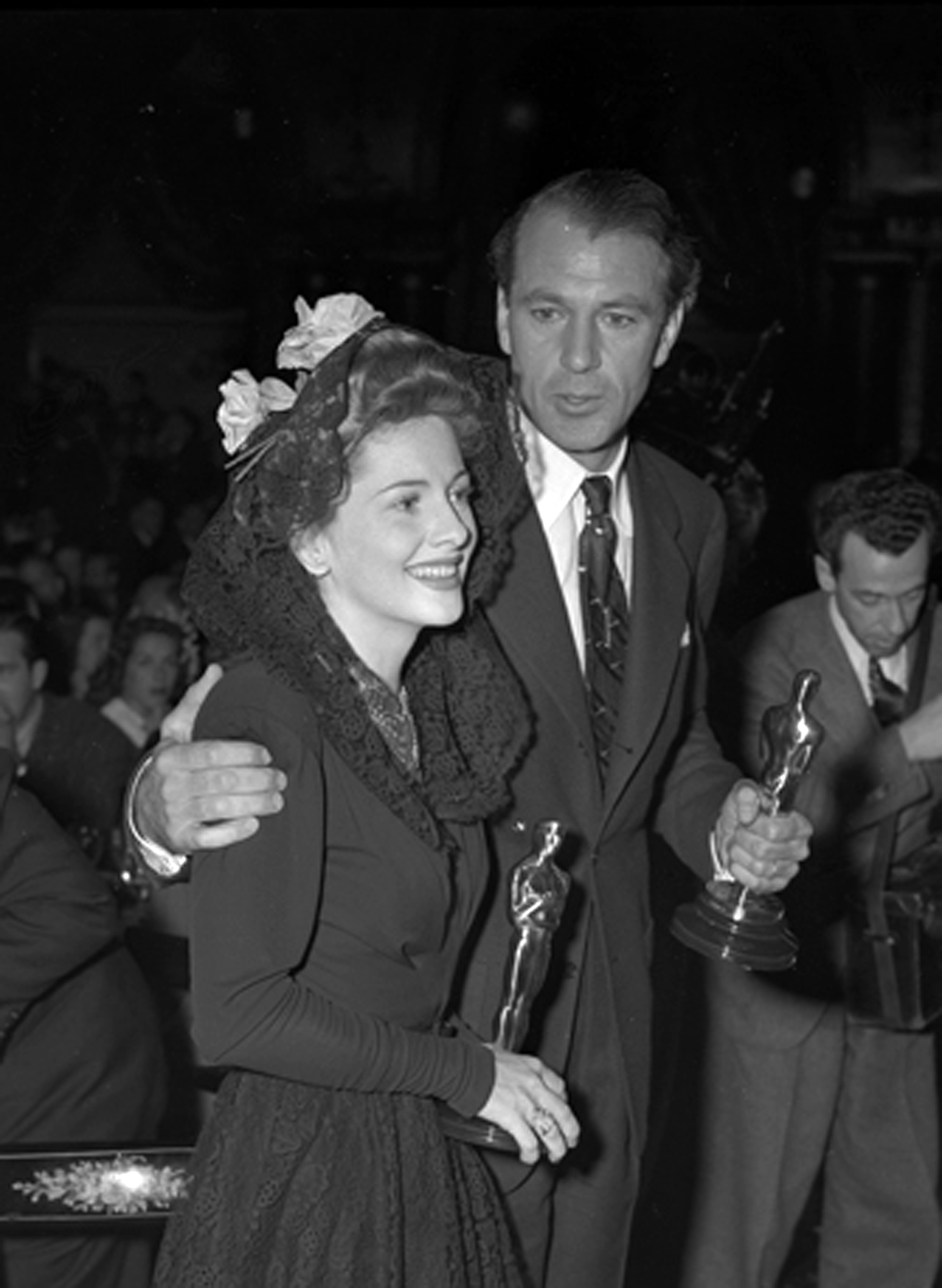
1942年のアカデミー賞で主演女優賞を受賞してオスカー像を手にしたフォンテイン。隣にいるのはゲイリー・クーパー。

フォンテインと姉オリヴィア・デ・ハヴィランドは、2013年現在で主演賞を受賞した唯一の兄弟姉妹となっている。女優の道に進んだのは姉のデ・ハヴィランドのほうが早かった。フォンテインが姉に続いて女優になろうとしたときに、姉のデ・ハヴィランドをより可愛がっていた母親のリリアンはフォンテインにファミリーネームの「デ・ハヴィランド」を芸名に使用することを許さなかった。このためフォンテインは新たな芸名をつけざるを得ず、女優の活動当初にはジョーン・バーフィールドという芸名を名乗り、後に母親の再婚相手で養父の名字であるフォンテインに改名しジョーン・フォンテインという芸名を名乗るようになった。伝記作家のチャールズ・ハイアム (en:Charles Higham) は、この姉妹が幼いころからいつも喧嘩をしていたと指摘し、フォンテインはデ・ハヴィランドのお下がりの服を与えられていたが、デ・ハヴィランドがフォンテインに渡す服をわざと破ったために、フォンテインはその服を縫い直して着なければならなかったというエピソードを紹介した。そしてフォンテインがデ・ハヴィランドを嫌うようになったのは、母親がデ・ハヴィランドばかりを可愛がっていたことが原因だとしている。
1942年にデ・ハヴィランドとフォンテインは、同時にアカデミー主演女優賞にノミネートされた。対象となったのは、デ・ハヴィランドが『Hold Back the Dawn』のエイミー・ブラウン役、フォンテインがアルフレッド・ヒッチコック監督作品『断崖』のリナ・マクレイドロウ役で、主演女優賞を獲得したのは妹のフォンテインだった。チャールズ・ハイアムはこのときのフォンテインが「女優という仕事に心身を捧げていない自分が賞を獲得したことに対して後ろめたく感じていた」としている。また、ハイアムはこのときのアカデミー授賞式で、主演女優賞を受け取るために歩き出したフォンテインがデ・ハヴィランドからの祝福をあからさまに拒絶したために、デ・ハヴィランドは気分を害して当惑して見えたと記述している。
ハイアムはフォンテインが実娘とも疎遠になったとしており、おそらく娘が伯母であるデ・ハヴィランドと隠れて連絡を取り合っていたためではないかと指摘している。デ・ハヴィランドもフォンテインも自分たちの関係を公言したことはほとんどない。ただしフォンテインは1979年のインタビューで、自分たち姉妹が口をきかなくなったのは、癌に苦しんでいた母親に外科手術を受けさせようとしたデ・ハヴィランドと、当時88歳の母親には手術は無理だと考えていた自分との間で意見が対立したことが原因だと語ったことがある。そしてフォンテインは、母リリアンが死去したときにデ・ハヴィランドが、当時舞台巡業公演で各地を回っていた自分を探そうとしなかったと主張している。デ・ハヴィランドは母の死を知らせる電報をフォンテインに送ったが、この電報をフォンテインが目にしたのは二週間後で、フォンテインが母の死を知ったのは次の公演地に移動してからのことだった。
1978年に受けたインタビューでフォンテインは「私のほうがオリヴィアよりも先に結婚し、先にアカデミー賞を受賞しました。もし私のほうが先に死去することがあれば、すべてにおいて私の後塵を拝したと知って彼女は激怒することは間違いないでしょう」と語っている。

### 死去
フォンテインは2013年12月15日に、カリフォルニア州カーメルの自宅で老衰のために96歳で死去した。

## 出演作

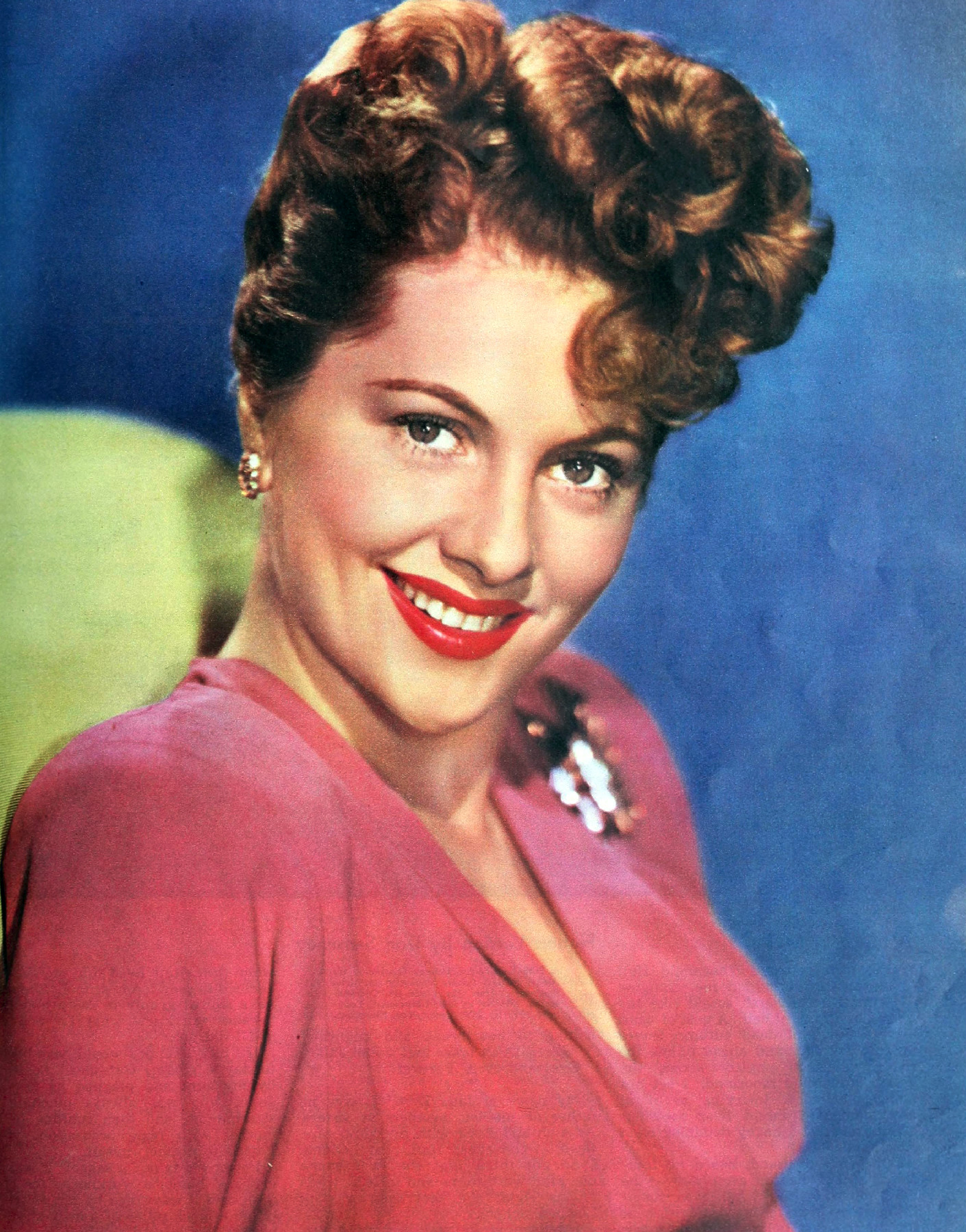

| 公開年 | 邦題 原題                                                               | 役名                                          | 備考 |
| ------ | ----------------------------------------------------------------------- | --------------------------------------------- | --- |
| 1935年 | 『男子牽制』 No More Ladies                                             | キャロライン・"キャリー"・ラムゼイ            | ジョーン・バーフィールドとしてクレジット                                                                  |
| 1937年 | A Million to One                                                        | ジョーン・スティーヴンス                      | |
| 1937年 | 『偽装の女』 Quality Street                                             | シャーロット・パラット                        | クレジットなし                                                                                            |
| 1937年 | The Man Who Found Himself                                               | ドリス・キング                                | |
| 1937年 | 『愛には勝てない』 You Can't Beat Love                                  | トルーディ・オルソン                          | |
| 1937年 | Music for Madame                                                        | ジーン・クレメンス                            | |
| 1937年 | 『踊る騎士』 A Damsel in Distress                                       | レディ アリス・マーシュモートン               | |
| 1938年 | Maid's Night Out                                                        | シーラ・ハリソン                              | |
| 1938年 | Blond Cheat                                                             | ジュリエット・"ジュリー"・エヴァンズ          | |
| 1938年 | 『大空に賭ける』 Sky Giant                                              | メグ・ローレンス                              | |
| 1938年 | The Duke of West Point                                                  | アン・ポーター                                | |
| 1939年 | 『ガンガ・ディン』 Gunga Din                                            | エミー                                        | |
| 1939年 | Man of Conquest                                                         | エリザ・アレン                                | |
| 1939年 | 『ザ・ウィメン』 The Women                                              | ジョン・デイ夫人（ペギー）                    | |
| 1940年 | 『レベッカ』 Rebecca                                                    | デ・ウィンター夫人                            | ニューヨーク映画批評家協会賞 主演女優賞 第3位 アカデミー主演女優賞 ノミネート 原作:ダフニ・デュ・モーリエ |
| 1941年 | 『断崖』 Suspicion                                                      | リナ                                          | アカデミー主演女優賞 受賞 ニューヨーク映画批評家協会賞 主演女優賞                                         |
| 1942年 | 『純愛の誓い』 This Above All                                           | プルーデンス・キャサウェイ                    | |
| 1943年 | 『永遠の処女』 The Constant Nymph                                       | テッサ・サンガー                              | アカデミー主演女優賞 ノミネート                                                                           |
| 1943年 | 『ジェーン・エア』 Jane Eyre                                            | ジェーン・エア                                | |
| 1944年 | 『情炎の海/若き人妻の恋』 Frenchman's Creek                             | ドナ・コルム                                  | 原作:ダフニ・デュ・モーリエ 『若き人妻の恋』は原作翻訳の題名                                              |
| 1945年 | 『失恋四人男』 The Affairs of Susan                                     | スーザン・ダレル                              | |
| 1946年 | 『小さな愛の日』 From This Day Forward                                  | スーザン・カミングス                          | |
| 1947年 | 『アイヴィー、三股浮気女の殺人計画』 Ivy                                | アイヴィ                                      | |
| 1948年 | 『忘れじの面影』 Letter from an Unknown Woman                           | リーザ・バーンドル                            | |
| 1948年 | 『皇帝円舞曲』 The Emperor Waltz                                        | ヨハンナ・アウガスタ・フランチスカ伯爵夫人    | |
| 1948年 | 『不時着結婚』 You Gotta Stay Happy                                     | ディー・ディー・ディルウッド                  | |
| 1948年 | 『暴れ者』 Kiss the Blood Off My Hands                                  | ジェーン・ワートン                            | |
| 1950年 | 『旅愁』 September Affair                                               | マリマンヌ・"マニー"・スチュアート            | |
| 1950年 | 『生まれながらの悪女』 Born to Be Bad                                   | クリスタベル・ケイン・ケリー                  | 参考:ロレッタ・ヤング主演で同名の「(1934)濁流/Born to be Bad」という映画がある。ストーリーはまったく別。  |
| 1951年 | Darling, How Could You!                                                 | アリス・グレイ                                | |
| 1952年 | 『生きるためのもの』 Something to Live For                              | ジェニー・ケリーJenny Carey                   | |
| 1952年 | 『オセロー』 Othello                                                    | ペイジ                                        | クレジットなし                                                                                            |
| 1952年 | 『黒騎士』 Ivanhoe                                                      | ロウィーナ                                    | |
| 1953年 | 『デカメロン夜話(海賊パガニノ、道徳の賭け、医師の娘)』 Decameron Nights | フィアメッタ/バルトロメア/ジネヴラ/イザベッラ | ボッカチオ原作のアンソロジー                                                                              |
| 1953年 | 『熱砂の大脱走』 Flight to Tangier                                      | スーザン・レイン                              | |
| 1953年 | 『二重結婚者』 The Bigamist                                             | エヴァ・グラハム                              | |
| 1954年 | 『豪傑カサノヴァ』 Casanova's Big Night                                 | フランチェスカ・ブルーニ                      | |
| 1956年 | 『愛のセレナーデ』 Serenade                                             | ケンダル・ハル                                | |
| 1956年 | 『条理ある疑いの彼方に』 Beyond a Reasonable Doubt                      | スーザン・スペンサー                          | |
| 1957年 | 『日のあたる島』 Island in the Sun                                      | マヴィス・ノーマン                            | |
| 1957年 | Until They Sail                                                         | アンナリーズ                                  | |
| 1958年 | 『ある微笑』 A Certain Smile                                            | フランソワ・フェラン                          | |
| 1961年 | 『地球の危機』 Voyage to the Bottom of the Sea                          | スーザン・ヒラー博士                          | |
| 1962年 | 『夜は帰って来ない』 Tender Is the Night                                | ベイビー・ウォーレン                          | |
| 1966年 | 『影なき裁き』 The Witches                                              | グウェン・メイフィールド                      | |

| 年            | 邦題 原題                                        | 役名                                                                                                   | 備考 |
| ------------- | ------------------------------------------------ | --- | --- |
| 1953年-1954年 | 『スター誕生』 Four Star Playhouse               | トルーディ                                                                                             | エピソード："Trudy" エピソード："The Girl on the Park Bench" |
| 1956年        | The Ford Television Theatre                      | ジュリー                                                                                               | エピソード："Your Other Love" |
| 1956年        | The 20th Century Fox Hour                        | リン・アボット                                                                                         | エピソード："Stranger In the Night" |
| 1956年-1957年 | The Joseph Cotten Show                           | エイドリアン                                                                                           | エピソード："Fatal Charm" エピソード："The De Santre Story" |
| 1956年-1960年 | General Electric Theater                         | リンダ・ステイシー ジュディス ローレル・チャップマン メラニー・ランドン アイリーン・フォレッリ伯爵夫人 | エピソード"A Possibility of Oil" エピソード："The Story of Judith" エピソード："At Miss Minner's" エピソード："The Victorian Chaise Lounge" エピソード："In Summer Promise" |
| 1959年        | Westinghouse Desilu Playhouse                    | マーガレット・ルイス                                                                                   | エピソード："Perilous" |
| 1960年        | Startime                                         | ジュリー・フォーブス                                                                                   | エピソード: "Closed Set" |
| 1960年        | Alcoa Presents: One Step Beyond                  | エレン・グレイソン                                                                                     | エピソード："The Visitor" |
| 1961年        | The Light That Failed                            | 司会                                                                                                   | テレビ映画 |
| 1961年        | 『チェックメイト』 Checkmate                     | カレン・ローソン                                                                                       | エピソード："Voyage Into Fear" |
| 1962年        | The Dick Powell Show                             | ヴァレリー・ボーメル                                                                                   | エピソード："The Clocks" |
| 1963年        | Wagon Train                                      | ナオミ・ケイラー                                                                                       | エピソード："The Naomi Kaylor Story" |
| 1963年        | 『ヒッチコック劇場』 The Alfred Hitchcock Hour   | アリス・ペンバートン                                                                                   | エピソード："The Paragon" |
| 1965年        | The Bing Crosby Show                             | テイラー夫人                                                                                           | エピソード："Operation Man Save" |
| 1975年        | Cannon                                           | テルマ・ケイン                                                                                         | エピソード："The Star" |
| 1978年        | The Users                                        | グレース・セント・ジョージ                                                                             | |
| 1980年        | Ryan's Hope                                      | ページ・ウィリアムス                                                                                   | 5 エピソード デイタイム・エミー賞 ノミネート |
| 1981年        | The Love Boat                                    | ジェニファー・ラングレー                                                                               | エピソード："Chef's Special/Beginning Anew/Kleinschmidt" |
| 1983年        | Bare Essence                                     | ローラ                                                                                                 | エピソード："Hour Four" エピソード："Hour Five" |
| 1986年        | Crossings                                        | アレクサンドラ・マーカム                                                                               | |
| 1986年        | Hotel                                            | ルース・イーストン                                                                                     | エピソード："Harassed" |
| 1986年        | Dark Mansions                                    | マーガレット・ソレイク                                                                                 | テレビ映画 |
| 1994年        | 『ウェンセスラスはよい王様』 Good King Wenceslas | ルドミラ女王                                                                                           | テレビ映画 |

## ブロードウェイ舞台作品
| 上演年                         | 演目                            | 役名               |
| ------------------------------ | ------------------------------- | ------------------ |
| 1953年9月30日 – 1955年6月18日  | 『お茶と同情』 Tea and Sympathy | ローラ・レイノルズ |
| 1968年12月26日 – 1970年11月7日 | Forty Carats                    | アン・スタンレイ   |

## 受賞歴
| 年     | 賞                                           | 部門                 | 作品名         | 結果       |
| ------ | -------------------------------------------- | -------------------- | -------------- | ---------- |
| 1940年 | アカデミー賞                                 | 主演女優賞           | 『レベッカ』   | ノミネート |
| 1941年 | アカデミー賞                                 | 主演女優賞           | 『断崖』       | 受賞       |
| 1941年 | ニューヨーク映画批評家協会賞                 | 主演女優賞           | 『断崖』       | 受賞       |
| 1943年 | アカデミー賞                                 | 主演女優賞           | 『永遠の処女』 | ノミネート |
| 1947年 | ゴールデンアップル賞 (en:Golden Apple Award) | 助演女優賞           |                | 受賞       |
| 1980年 | エミー賞                                     | デイタイム・エミー賞 | Ryan's Hope    | ノミネート |